# Graftonite
La graftonite è un minerale appartenente alla classe prismatica del sistema monoclino. Si presenta principalmente in noduli o masserelle sfaldabili. Samuel L. Penfield nel 1900 la chiamò graftonite in una sua relazione prendendo spunto dal nome del giacimento in cui è stata trovata, Grafton, nel New Hampshire.

## Forma in cui si presenta in natura
La graftonite si trova spesso associata a pegmatite, e si può trovare in piccoli noduli o masserelli facilmente sfaldabili di colore rosso bruno.